# كرد كندي (مهر أنرود)
کرد کندي (بالفارسية: کردکندی) هي منطقة سكنية تقع في إيران في قسم مهر أنرود المرکزي الريفي. يقدر عدد سكانها بـ 4,253 نسمة .